# أحرار الهند
أحرار الهند جماعة مسلحة باكستانية. يقود المجموعة الملا قاسم عمر خراساني. تؤكد أحرار الهند أنها انشقت عن حركة طالبان الباكستانية بسبب محادثات السلام التي جرت بينها وبين الحكومة الباكستانية عام 2012. أصدرت جماعة أحرار الهند بيانًا لوسائل الإعلام رفضت فيه المحادثات، وأعلنت أنها لن تقبل أي اتفاق سلام بين طالبان وباكستان. بعد إعلانها الأول أعلنت الجماعة مسؤوليتها عن عدد من الهجمات في باكستان، قبل أن تنضم إلى جماعة الأحرار في شهر أغسطس 2014.

## الجماعة
تتخذ الجماعة من الشرق الأفغاني مقرًا لقيادتها، لكن بعض المصادر تقول أن مسلحي الجماعة يتحدرون من البنجاب بوسط باكستان، حيث روى عدد من شهود العيان أن مقاتلي الجماعة كانوا يتحدثون بلغة البنجاب في تنفيذ هجماتهم وليس بلغة البشتو لغة القبائل شمال غرب باكستان معقل الطالبان. جماعة الأحرار على اتصال بأربعة أو خمسة فصائل منشقة عن طالبان، وكذلك بأنصار بدر منصور قائد الذراع الباكستانية لتنظيم القاعدة الذي قتل في فبراير 2012 بنيران طائرة أمريكية بدون طيار. أبرز أعمال الجماعة على المصالح الباكستانية كانت في شهر مارس 2012 عندما فتح مسلحون النار قبل أن يفجر انتحاريان نفسيهما مستهدفين محكمة واقعة في أحد الأسواق في قلب إسلام آباد مقر الحكومة، وبلغت حصيلة الهجوم 11 قتيلًا.